# A Man's Not a Camel
A Man's Not a Camel is het vierde studioalbum van de Australische punkband Frenzal Rhomb. Het album werd door Shagpile Records uitgebracht op cd in maart 1999 in Australië en door Fat Wreck Chords op cd en lp op 8 juni 1999 in de Verenigde Staten. De volgorde van de nummers op de Australische en Amerikaanse versies van het album verschillen van elkaar.
A man's not a camel is Australisch-Engelse slang als begeleiding voor het bestellen van een biertje voor jezelf of anderen.

## Nummers
Voor de Amerikaanse versie van het album geldt: op track 11 staat het nummer "I'm The Problem With Society", track 14 "Writing's On the Wall" en de hidden track op het eind is "Go Frenzal Go".
1. "Never Had So Much Fun" - 2:03
2. "You are Not My Friend" - 3:29
3. "It's Up To You" - 1:47
4. "I Know Everything About Everything" - 2:19
5. "I Miss My Lung" - 3:25
6. "We're Going Out Tonight" - 2:17
7. "Let's Drink a Beer" - 3:14
8. "I Know Why Dinosaurs Became Extinct" - 0:26
9. "I Don't Need Your Loving" - 3:28
10. "Self Destructor" - 2:55
11. "Go Frenzal Go" - 2:45
12. "Do You Wanna Fight Me?" - 3:02
13. "Methadone" - 2:34
14. "Don't Talk to Me" - 2:38
15. "Summer's Here" (hierna begint de hidden track "I Don't Wanna Go To Work Today") - 10:22

## Band
- Tom Crease - basgitaar, zang
- Gordon Forman - drums
- Lindsay McDougall - gitaar
- Jason Whalley - zang